# Mouthier-en-Bresse
Mouthier-en-Bresse ist eine französische Gemeinde im Département Saône-et-Loire in der Region Bourgogne-Franche-Comté. Sie gehört zum Arrondissement Louhans und zum Kanton Pierre-de-Bresse. Der Ort hat 428 Einwohner (Stand 1. Januar 2022). Die Einwohner werden Moustiérois, resp. Moustiéroises genannt.

## Geografie

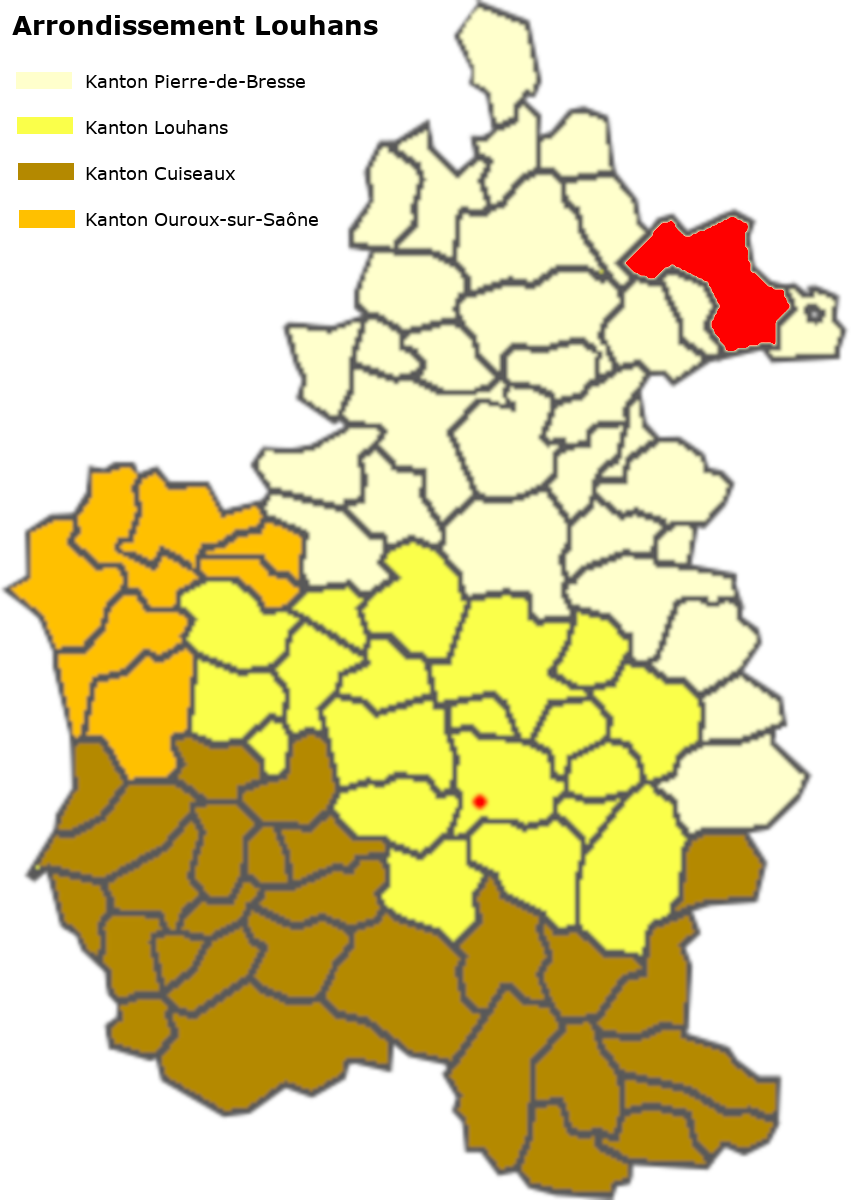
Lage der Gemeinde im Arrondissement Louhans

Die Streusiedlung in der Landschaft Bresse ist großflächig und vorwiegend bäuerlich geprägt. Das Gemeindegebiet ist von Hügeln, Weihern, Wiesen und Wäldern durchsetzt. Mouthier stößt an seiner Nordgrenze an das Département Jura, sie bildet den Übergang in die Landschaft Vallée de la Saône.
Die Gemeinde wird geprägt durch die Brenne, die fischreich ist und mehrere Male jährlich über die Ufer tritt. Im äußersten Osten münden La Chaux, im Norden die Dorme in die Brenne. Entlang der nordwestlichen Gemeindegrenze zieht sich der Ruisseau des Tenaudins, der auf seinem Fluss etwa acht verschiedene Étangs durchfließt und deren Bewirtschaftung ermöglicht. Im Süden entspringt schließlich noch La Darge. Im Norden und Süden der Gemeinde finden sich ausgeprägte Waldflächen, im Norden der Bois de Dissey, der sich bis zum Doubs weiterzieht und im Süden die Wälder um Four en Chaux, die sich in Beauvernois fortsetzen.
Die Gemeinde wird von keiner wichtigen Straße erschlossen, lediglich ganz im Süden streift die Départementsstraße D323 das Gemeindegebiet, wird im Département Jura zur Départementsstraße D1. Sie liegt auf der Trasse einer Römerstraße, die von Bellevesvre nach Sellières und Poligny führte.
Zur Gemeinde gehören folgende Weiler und Fluren: les Abergiers, la Baraque, les Baudrières, Belleville, Bellevue, Belmeix, les Beuillis, Bois-de-Dissey, la Brenne (Gewässer), les Champs, les Champs-de-Gourins, Champs-Neufs, Charbonnière, le Châtelet, Chaux-d’Event, Chez-Guignol, Chouillère, le Colombier, la Cour-aux-Dames, les Creuillons, Dissey, les Doinsserans, la Dorme, le Durlet, Espront, l’Etang-Girardin, Events, Favry, Foisset, Four-en-Chaux, Gehere, la Gradelière, la Grange, Grange-Bourreau, Hiège, le Malan (Gewässer), Malestière, les Marres, Migrin, la Mistenflûte, les Moirots, le Moulin de l’Etang-Neuf, Petit-Chouillère, les Petites-Rèpes, les Rattes, la Ronce, le Rond, Sarmanat, Verne, les Vernes de Four-en-Chaux, la Ville-Neuve, les Viserons.

### Klima
Das Klima in Mouthier-en-Bresse ist warm und gemäßigt. Es gibt das ganze Jahr über deutliche Niederschläge, selbst der trockenste Monat weist noch hohe Niederschlagsmengen auf. Die Klassifikation des Klimas nach Köppen und Geiger ist Cfb ((Gemäßigtes) Ozeanklima). Die Temperatur liegt im Jahresdurchschnitt bei 11,7 °C. Der wärmste Monat ist der Juli mit einer Durchschnittstemperatur von 20,7 °C, der kälteste der Januar mit 3,0 °C. Über ein Jahr verteilt summieren sich die Niederschläge auf 1173 mm, dabei ist der November mit 1228 mm der niederschlagsreichste, während Juli und August als trockenste Monate 73 mm aufweisen. Über das ganze Jahr werden etwa 2786 Sonnenstunden gezählt.
|                        | Jan | Feb | Mär  | Apr  | Mai  | Jun  | Jul  | Aug  | Sep  | Okt  | Nov  | Dez |   |      |
| Mittl. Temperatur (°C) | 3,0 | 3,6 | 7,2  | 10,8 | 14,7 | 18,7 | 20,7 | 20,4 | 16,6 | 12,6 | 7,1  | 3,9 | ⌀ | 11,7 |
| Mittl. Tagesmax. (°C)  | 6,0 | 7,4 | 11,6 | 15,4 | 19,0 | 23,3 | 25,3 | 25,1 | 21,1 | 16,7 | 10,3 | 6,7 | ⌀ | 15,7 |
| Mittl. Tagesmin. (°C)  | 0,3 | 0,2 | 2,9  | 6,0  | 9,9  | 13,7 | 15,7 | 15,5 | 12,3 | 8,9  | 4,1  | 1,3 | ⌀ | 7,6  |
|                        |     |     |      |      |      |      |      |      |      |      |      |     |   |      |
| Niederschlag (mm)      | 111 | 97  | 92   | 97   | 100  | 83   | 73   | 73   | 90   | 107  | 128  | 122 | Σ | 1173 |

| 0,3 |

| 0,2 |

| 2,9 |

| 6,0 |

| 9,9 |

| 13,7 |

| 15,7 |

| 15,5 |

| 12,3 |

| 8,9 |

| 4,1 |

| 1,3 |

| 0,3 |

| 0,2 |

| 2,9 |

| 6,0 |

| 9,9 |

| 13,7 |

| 15,7 |

| 15,5 |

| 12,3 |

| 8,9 |

| 4,1 |

| 1,3 |

## Toponymie
Die erste Erwähnung des Ortes geht zurück auf das Jahr 926, Cœnobium Æthicens findet sich in der Bibliothek der Abtei Cluny, 1089 wird dort das Monasterium Sancti-Eugendi Etice erwähnt. Schließlich wird 1275 der Prior Monasterii in Brissia, also der Vorsteher des Klosters in der Bresse genannt. Aus dieser Bezeichnung bildete sich im Laufe der Zeit der Ortsname Mouthier-en-Bresse. Bei dem Heiligen, dem die Kirche geweiht war, handelte es sich um Eugendus.

## Geschichte
Der Name geht auf ein Benediktinerkloster zurück, das im 10. Jahrhundert errichtet und den Namen Monasterium in Brixia trug. Diese Bezeichnung ging später auf die Pfarrei und letztlich auf die Gemeinde über. Über das Kloster ist wenig bekannt, die Archive wurden wohl während der zahllosen Kriege im burgundisch-freigräflichen Grenzgebiet vernichtet. Die Gründung dürfte auf Bernon zurückgehen, dem nachmaligen, ersten Abt des Klosters Cluny, der durch die Herren von Bellevesvre unterstützt wurde. Das Kloster ist jedenfalls in Bernons Testament erwähnt, der dort seine Nachfolge für seine Abteien regelte und für Cœnobium Æthicense (Mouthier-en-Bresse) seinen Neffen Widon bestimmte. In verschiedenen Dokumenten aus dem 11. und 12. Jahrhundert wird Mouthier als Niederlassung des Klosters Baume genannt. Das Kloster wurde während der Revolution zerstört, es finden sich keine Spuren mehr. Während Jahrhunderten litten die Einwohner des Ortes unter den Abgaben und den Folgen der Toten-Hand. Durch die Unveräußerlichkeit der Güter, die der Kirche geschenkt worden waren, konnten die Eigenleute kein Eigentum erwerben.
1789 war Mouthier durch die Brenne in zwei Gemeinden geteilt, Mouthier südlich und Dissey nördlich, beide zur Vogtei Chalon-sur-Saône gehörig und kirchlich von Auxonne abhängig. Die Kirche mit dem Patrozinium des hl. Vitus, gehörte zur Diözese Besançon, zum Dekanat Neublans und unterstand der Kollatur des Klosters Baume-les-Messieurs, sie wurde im 18. Jahrhundert neben der Klosterkirche erbaut. Man pflegte die kranken Kinder über den Vitus-Stein zu rollen, damit sie wieder gesund wurden. 1889 erhielt der Weiler Chouillère ein eigenes Schulhaus, bis dahin wurden die Kinder in den Wohnhäusern des Weilers unterrichtet. Die Mädchenschule in Mouthier bestand bis 1965, die Knabenschule wurde zur Mairie. 1988 bestanden noch 61 Landwirtschaftsbetriebe.
In Mouthier befanden sich zwei Burgen, diejenige von Dissey, die in der Gegend von le Colombier lag, und diejenige von Events, von der ebenfalls keinerlei Spuren mehr vorhanden sind. Im Weiler Rond, direkt östlich angrenzend an Bellevesvre, bestand eine Motte, die mehrmals von den spanischen Habsburgern benutzt wurde, um ihre Angriffe gegen Bellevesvre zu führen.
Nachdem das Haus Burgund 1477 in männlicher Linie ausgestorben war, ging das Herzogtum Burgund an Frankreich, die Franche-Comté jedoch an den Burgundischen Reichskreis. Die Kriege im 16. und 17. Jahrhundert (Krieg gegen den savoyardischen Herzog Karl Emanuel I., Dreißigjähriger Krieg und Devolutionskrieg) bescherten dem Ort am äußersten Grenzpunkt des Herzogtums Burgund schreckliche Katastrophen.
Als sich Frankreich im Zweiten Weltkrieg unter deutscher Besatzung befand, organisierte der 1911 in Mouthier-en-Bresse geborene Bauer und Kommunist André Guipet zusammen mit Paul Buatois die Verteilung von Zeitungen der Résistance und führte Sabotageaufträge an der von den Deutschen benutzten Bahninfrastruktur aus. Später trat er bewaffneten Verbänden des Widerstands bei.

### Die Herren von Mouthier-en-Bresse
Mouthier war von alters her Sitz eines Klosters, das zum Priorat wurde und von der Abtei Baume-les-Messieurs abhing. Der Prior war Herr über die Steuerpflichtigen und übte das Recht der Toten Hand aus. Noch wenige Jahre vor der Revolution stöhnten die Einwohner unter der Last der vielfältigen Abgaben.
Der Weiler Dissey (Gemeindegebiet nördlich der Brenne) war eine eigene Herrschaft, 1634 war Claude de Rye, Marquis von Rans, Baron von Dissey. Später ging die Herrschaft über an die Montessus, die auch die Herren von Bellevesvre waren, von Torpes und Mouthier-en-Bresse|Mouthier. Die Einwohner hatten diesen die herrschaftlichen Steuern zu leisten, die Kirchlichen Steuern blieben aber weiterhin in ihrem ganzen Ausmaß bestehen. Noch 1782 hielt ein Spruch des Adelskapitel von Baume-les-Messieurs fest: «… das Recht, jedes Jahr zu Martini zwei Maß Hafer, und zwar Bellevesvre-Maß, von jedem Haushalt in der Kirchgemeinde Mouthier-en-Bresse einzusammeln, und eine Garbe Hafer zur Zeit der Ernte, genannt die Klerikergarbe…».
Eine weitere Herrschaft bestand im Weiler Event (östliches Gemeindegebiet, an der D211 Route de Chaumergy). Diese Herrschaft gehörte im 18. Jahrhundert ebenfalls den Montessus. Diese hatten das Lehen weitergegeben und 1780 war Godefroy de Villevieille, Revisor an der Chambre des comptes der Grafschaft Burgund, Herr von Event, Hiège (kleine Siedlung an der Rue de l’Abergement in Mouthier-en-Bresse), Tilleret und Chêne-Sec.

## Bevölkerung
| Mouthier-en-Bresse: Einwohnerzahlen von 1793 bis 2020 | Mouthier-en-Bresse: Einwohnerzahlen von 1793 bis 2020 | Mouthier-en-Bresse: Einwohnerzahlen von 1793 bis 2020 | Mouthier-en-Bresse: Einwohnerzahlen von 1793 bis 2020 | Mouthier-en-Bresse: Einwohnerzahlen von 1793 bis 2020 |
| --- | ----------------------------------------------------- | ----------------------------------------------------- | ----------------------------------------------------- | ----------------------------------------------------- |
| Jahr |                                                       |                                                       |                                                       | Einwohner                                             |
| 1793 | 1793                                                  |                                                       | 1.442                                                 | 1.442                                                 |
| 1800 | 1800                                                  |                                                       | 1.371                                                 | 1.371                                                 |
| 1806 | 1806                                                  |                                                       | 1.346                                                 | 1.346                                                 |
| 1821 | 1821                                                  |                                                       | 1.503                                                 | 1.503                                                 |
| 1831 | 1831                                                  |                                                       | 1.604                                                 | 1.604                                                 |
| 1836 | 1836                                                  |                                                       | 1.703                                                 | 1.703                                                 |
| 1841 | 1841                                                  |                                                       | 1.690                                                 | 1.690                                                 |
| 1846 | 1846                                                  |                                                       | 1.713                                                 | 1.713                                                 |
| 1851 | 1851                                                  |                                                       | 1.700                                                 | 1.700                                                 |
| 1856 | 1856                                                  |                                                       | 1.613                                                 | 1.613                                                 |
| 1861 | 1861                                                  |                                                       | 1.627                                                 | 1.627                                                 |
| 1866 | 1866                                                  |                                                       | 1.642                                                 | 1.642                                                 |
| 1872 | 1872                                                  |                                                       | 1.646                                                 | 1.646                                                 |
| 1876 | 1876                                                  |                                                       | 1.660                                                 | 1.660                                                 |
| 1881 | 1881                                                  |                                                       | 1.728                                                 | 1.728                                                 |
| 1886 | 1886                                                  |                                                       | 1.659                                                 | 1.659                                                 |
| 1891 | 1891                                                  |                                                       | 1.652                                                 | 1.652                                                 |
| 1896 | 1896                                                  |                                                       | 1.617                                                 | 1.617                                                 |
| 1901 | 1901                                                  |                                                       | 1.655                                                 | 1.655                                                 |
| 1906 | 1906                                                  |                                                       | 1.643                                                 | 1.643                                                 |
| 1911 | 1911                                                  |                                                       | 1.545                                                 | 1.545                                                 |
| 1921 | 1921                                                  |                                                       | 1.349                                                 | 1.349                                                 |
| 1926 | 1926                                                  |                                                       | 1.237                                                 | 1.237                                                 |
| 1931 | 1931                                                  |                                                       | 1.141                                                 | 1.141                                                 |
| 1936 | 1936                                                  |                                                       | 1.064                                                 | 1.064                                                 |
| 1946 | 1946                                                  |                                                       | 943                                                   | 943                                                   |
| 1954 | 1954                                                  |                                                       | 904                                                   | 904                                                   |
| 1962 | 1962                                                  |                                                       | 802                                                   | 802                                                   |
| 1968 | 1968                                                  |                                                       | 753                                                   | 753                                                   |
| 1975 | 1975                                                  |                                                       | 634                                                   | 634                                                   |
| 1982 | 1982                                                  |                                                       | 557                                                   | 557                                                   |
| 1990 | 1990                                                  |                                                       | 468                                                   | 468                                                   |
| 1999 | 1999                                                  |                                                       | 418                                                   | 418                                                   |
| 2009 | 2009                                                  |                                                       | 400                                                   | 400                                                   |
| 2014 | 2014                                                  |                                                       | 432                                                   | 432                                                   |
| 2020 | 2020                                                  |                                                       | 411                                                   | 411                                                   |
| Quelle(n): EHESS/Cassini bis 2006, ab 2009 INSEE Anmerkung(en): • Ab 1962 offizielle Zahlen ohne Einwohner mit Zweitwohnsitz • Höchste Einwohnerzahl 1881 mit 1728, tiefste Einwohnerzahl 2009 mit 400 (33,8 % vom Maximum) |                                                       |                                                       |                                                       |                                                       |

| Bevölkerungsstruktur | Anzahl Einwohner | männlich | weiblich | davon Ausländer | Anteil % |
| -------------------- | ---------------- | -------- | -------- | --------------- | -------- |
|                      | 406              | 202      | 204      | 33              | 8,1      |

| Männer | Alterstufe | Frauen |
| ------ | ---------- | ------ |
| 5      | 90 + älter | 3      |
| 23     | 75–89      | 30     |
| 48     | 60–74      | 51     |
| 43     | 45–59      | 41     |
| 33     | 30–44      | 28     |
| 24     | 15–29      | 25     |
| 26     | 0–14       | 26     |

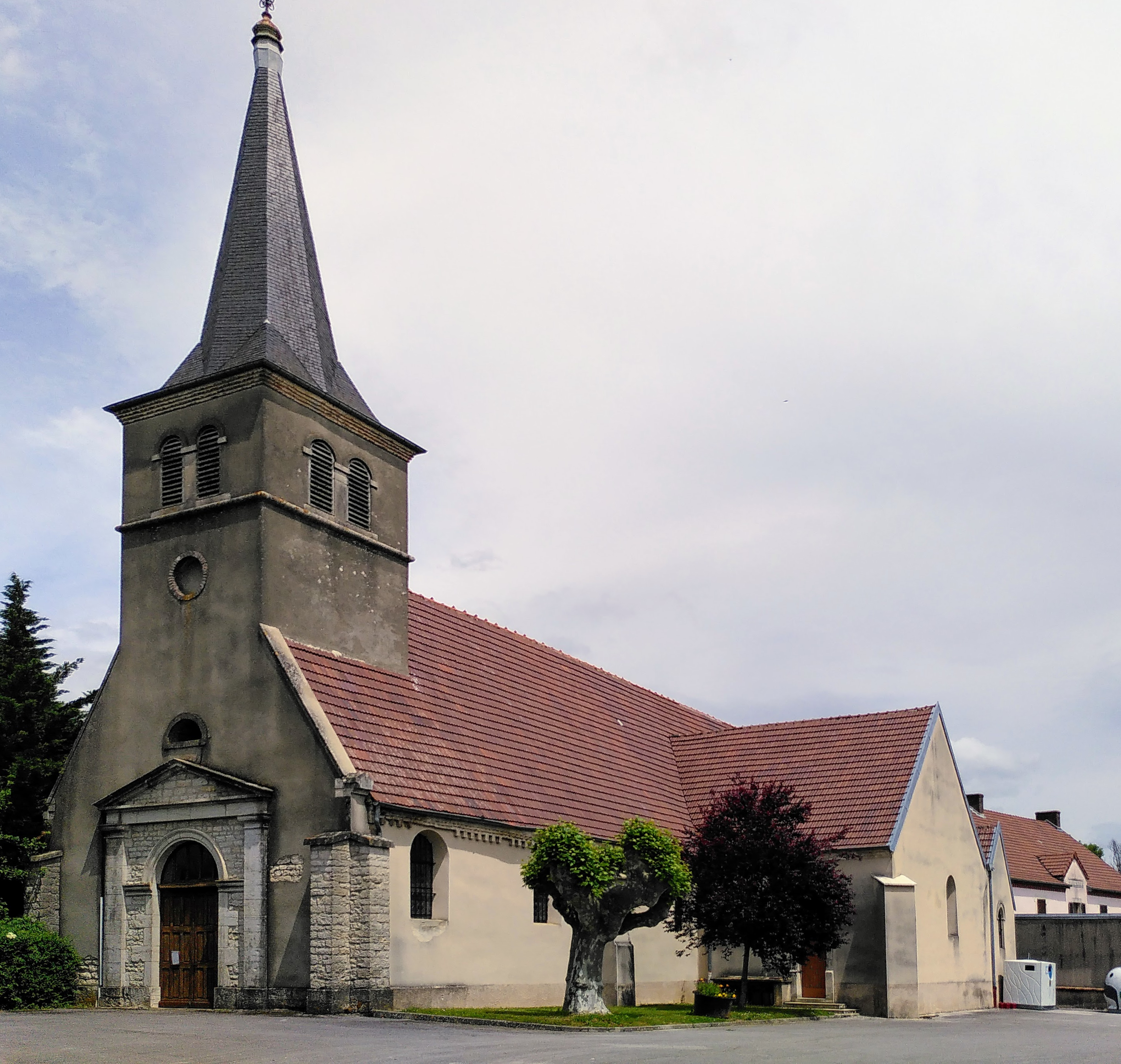
Kirche Saint-Vite von Mouthier-en-Bresse

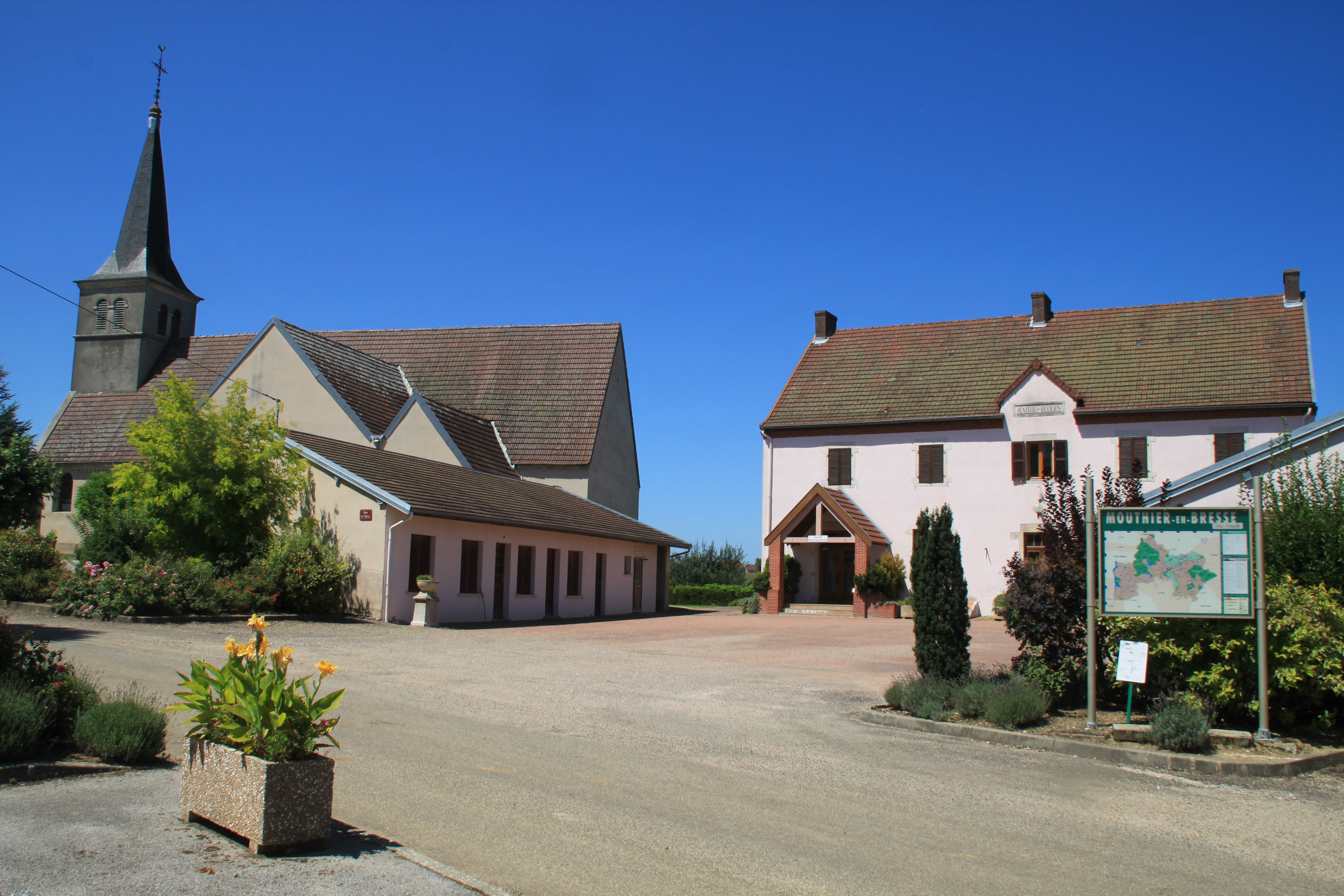
Kirche Saint-Vite und Gemeindehaus

Die Bevölkerungsstruktur zwischen Männern und Frauen ist ausgeglichen, wobei 40 % der Bevölkerung jünger als 45 Jahre sind. Demgegenüber sind 39 % der Einwohner älter als 60 Jahre und damit im Rentenalter.
| Wohnstruktur               | Anzahl Wohneinheiten | davon Häuser | Wohnungen | sonstige |
| -------------------------- | -------------------- | ------------ | --------- | -------- |
|                            | 315                  | 307          | 7         | 1        |
| davon Hauptwohnsitz        | 212                  |              |           |          |
| Zweit- oder Ferienwohnsitz | 72                   |              |           |          |
| vakant                     | 32                   |              |           |          |

## Wirtschaft und Infrastruktur

### Unternehmen, Betriebe, Ladengeschäfte und Einrichtungen
In der Gemeinde befinden sich nebst der Mairie und Kirche folgende Unternehmen nach Branchen:
| Branche                                                           | Anzahl Betriebe |
| ----------------------------------------------------------------- | --------------- |
| Industrie und verarbeitendes Gewerbe                              | 2               |
| Baugewerbe                                                        | 4               |
| Groß- und Einzelhandel, Verkehr, Beherbergung und Gastronomie     | 4               |
| Information und Kommunikation                                     |                 |
| Finanz- und Versicherungsdienstleistungen                         |                 |
| Grundstücks- und Wohnungswesen                                    | 3               |
| Freiberufliche, wissenschaftliche und technische Dienstleistungen | 3               |
| Öffentliche Verwaltung, Unterricht, Gesundheits- und Sozialwesen  | 2               |
| Sonstige Dienstleistungen                                         | 2               |
| Land- und Forstwirtschaftsbetriebe                                | 11              |

In der Gemeinde befinden sich ein Coiffeursalon, zwei Bauhandwerksbetriebe und ein Installateurbetrieb. Die Gemeinde verfügt über ein Pferdesportzentrum, einen Physiotherapeuten, einen Mehrzwecksaal und eine Gîte. Mit den Gütern des täglichen Bedarfs versorgen sich die Einwohner in Bellevesvre und Pierre-de-Bresse.

### Geschützte Produkte in der Gemeinde
Als AOC-Produkte sind in Mouthier-en-Bresse Comté und Morbier zugelassen, ferner Volaille de Bresse und Dinde de Bresse.

### Bildungseinrichtungen
In der Gemeinde besteht eine École primaire (École maternelle und École élémentaire), die der Académie de Dijon untersteht und von 15 Schülern besucht wird. Für die Schule gilt der Ferienplan der Zone A.